# Calcio ai Giochi della XIX Olimpiade - Convocazioni

## Gruppo A

### Colombia
Allenatore:  Edgar Barona
| N. | Pos. | Giocatore         | Data nascita (età)         | Pres. | Squadra                |
| -- | ---- | ----------------- | -------------------------- | ----- | ---------------------- |
| 1  | P    | Otoniel Quintana  | 1º gennaio 1946 (22 anni)  |       | Millonarios            |
| 2  | D    | Gabriel Hernández | 1º gennaio 1944 (24 anni)  |       | Millonarios            |
| 3  | D    | Luis Soto         | 1º gennaio 1946 (22 anni)  |       | Deportes Tolima        |
| 4  | D    | Óscar Muñoz       | 1º gennaio 1949 (19 anni)  |       | Deportivo Cali         |
| 5  | D    | Darío López       | 1º gennaio 1946 (22 anni)  |       | Deportivo Pereira      |
| 6  | C    | Joaquín Pardo     | 1º gennaio 1946 (22 anni)  |       | Atlético Junior        |
| 7  | D    | Pedro Ospina      | 1º gennaio 1944 (24 anni)  |       | América de Cali        |
| 8  | C    | Germán González   | 1º gennaio 1947 (21 anni)  |       | Deportivo Cali         |
| 9  | C    | Alfredo Arango    | 1º gennaio 1945 (23 anni)  |       | Unión Magdalena        |
| 10 | A    | Norman Ortiz      | 1º gennaio 1947 (21 anni)  |       | América de Cali        |
| 11 | A    | Gustavo Santa     | 1º gennaio 1946 (22 anni)  |       | Atlético Nacional      |
| 12 | C    | Ramiro Viáfara    | 13 febbraio 1947 (21 anni) |       | Independiente Medellín |
| 13 | D    | Alfonso Escobar   | 1º gennaio 1947 (21 anni)  |       | Deportivo Pereira      |
| 14 | A    | Gabriel Berdugo   | 1º gennaio 1947 (21 anni)  |       | América de Cali        |
| 15 | A    | Javier Tamayo     | 1º gennaio 1950 (18 anni)  |       | Independiente Medellín |
| 16 | A    | Alfonso Jaramillo | 1º gennaio 1947 (21 anni)  |       | Independiente Medellín |
| 17 | A    | Fabio Mosquera    | 1º gennaio 1948 (20 anni)  |       | Deportivo Cali         |
| 18 | P    | Alberto Sánchez   |                            |       | Ind. Santa Fe          |
| 19 | P    | Absalón Oviedo    |                            |       | Once Caldas            |

### Francia
Allenatore:  André Grillon
| N. | Pos. | Giocatore          | Data nascita (età)          | Pres. | Squadra             |
| -- | ---- | ------------------ | --------------------------- | ----- | ------------------- |
| 1  | P    | Guy Delhumeau      | 14 gennaio 1947 (21 anni)   |       | Stade Poitevin      |
| 2  | D    | Dario Grava        | 11 febbraio 1948 (20 anni)  |       | Strasburgo          |
| 3  | D    | Bernard Goueffic   | 29 gennaio 1947 (21 anni)   |       | Rennes              |
| 4  | D    | Jean Lempereur     | 28 dicembre 1938 (29 anni)  |       | Feignies-Aulnoye    |
| 5  | D    | Freddy Zix         | 7 gennaio 1935 (33 anni)    |       | Pierrots Vauban     |
| 6  | D    | Michel Verhoeve    | 29 gennaio 1939 (29 anni)   |       | Cambrai             |
| 7  | D    | Gilbert Planté     | 15 marzo 1941 (27 anni)     |       | Gazélec Ajaccio     |
| 8  | C    | Michel Delafosse   | 25 novembre 1943 (24 anni)  |       | Quevilly-Rouen      |
| 9  | C    | Jean-Michel Larqué | 8 settembre 1947 (21 anni)  |       | Saint-Étienne       |
| 10 | D    | Alain Laurier      | 12 settembre 1944 (24 anni) |       | Stade Reims         |
| 11 | C    | Jean-Louis Hodoul  | 1º aprile 1946 (22 anni)    |       | Olympique Marsiglia |
| 12 | C    | Daniel Perrigaud   | 19 dicembre 1943 (24 anni)  |       | Montluçon           |
| 13 | A    | Yves Triantafyllos | 27 ottobre 1948 (19 anni)   |       | Saint-Étienne       |
| 14 | C    | Daniel Horlaville  | 22 settembre 1945 (23 anni) |       | Quevilly-Rouen      |
| 15 | A    | Marc-Kanyan Case   | 14 settembre 1942 (26 anni) |       | Gazélec Ajaccio     |
| 16 | A    | Charles Teamboueon | 6 dicembre 1939 (28 anni)   |       | Gazélec Ajaccio     |
| 17 | A    | Michel Parmentier  | 1º aprile 1948 (20 anni)    |       | Quevilly-Rouen      |
| 18 | A    | Gérard Hallet      | 4 marzo 1946 (22 anni)      |       | Montluçon           |
| 19 | P    | Henri Ribul        | 1º marzo 1941 (27 anni)     |       | Castres             |

### Guinea
Allenatore:  Naby Camara
| N. | Pos. | Giocatore              | Data nascita (età)        | Pres. | Squadra    |
| -- | ---- | ---------------------- | ------------------------- | ----- | ---------- |
| 1  | P    | Morlaye Camara         | 1º gennaio 1933 (35 anni) |       |            |
| 2  | D    | Pierre Bangoura        | 1º gennaio 1938 (30 anni) |       |            |
| 3  | D    | Ibrahima Fofana        | 1º gennaio 1946 (22 anni) |       | Conakry II |
| 4  | D    | Sékou Condé            | 1º gennaio 1943 (25 anni) |       |            |
| 5  | D    | Amadou Sankon          | 1º gennaio 1943 (25 anni) |       |            |
| 6  | D    | Mamadouba Soumah       | 1º gennaio 1942 (26 anni) |       | Conakry II |
| 7  | C    | Mamadouba Camara       | 1º gennaio 1943 (25 anni) |       |            |
| 8  | C    | Ibrahima Kandia Diallo | 1º gennaio 1941 (27 anni) |       |            |
| 9  | C    | Fodé Bouya Camara      | 1º gennaio 1946 (22 anni) |       |            |
| 10 | A    | Chérif Souleymane      | 1º gennaio 1944 (24 anni) |       | Conakry II |
| 11 | A    | Mamadou Camara         |                           |       | Conakry II |
| 12 | C    | Samuel Smith           |                           |       | Conakry II |
| 13 | C    | Jacob Bangoura         |                           |       | Conakry II |
| 14 | A    | Ibrahima Keita         | 1º gennaio 1945 (23 anni) |       | Conakry II |
| 15 | A    | Souleymane Sylla       |                           |       |            |
| 16 | A    | Aly Dia                | 1º gennaio 1941 (27 anni) |       |            |
| 17 | A    | Morciré Sylla          |                           |       | Conakry II |
| 18 | C    | Soriba Soumah          | 1º gennaio 1940 (28 anni) |       | Conakry II |
| 19 | P    | Mamadi Sano            | 1º gennaio 1944 (24 anni) |       |            |

### Messico
Allenatore:  Ignacio Trelles
| N. | Pos. | Giocatore              | Data nascita (età)         | Pres. | Squadra    |
| -- | ---- | ---------------------- | -------------------------- | ----- | ---------- |
| 1  | P    | Javier Vargas          | 22 novembre 1941 (26 anni) |       | Atlas      |
| 2  | D    | Juan Manuel Alejándrez | 15 novembre 1943 (24 anni) |       | Cruz Azul  |
| 3  | D    | Humberto Medina        | 5 settembre 1942 (26 anni) |       | Atlas      |
| 4  | D    | Héctor Sanabria        | 17 agosto 1945 (23 anni)   |       | Pumas UNAM |
| 5  | D    | Mario Pérez            | 30 luglio 1946 (22 anni)   |       | Necaxa     |
| 6  | C    | Luis Regueiro          | 22 dicembre 1943 (24 anni) |       | Necaxa     |
| 7  | C    | Héctor Pulido          | 15 dicembre 1942 (25 anni) |       | Cruz Azul  |
| 8  | C    | Fernando Bustos        | 1º agosto 1944 (24 anni)   |       | Cruz Azul  |
| 9  | A    | Luis Estrada           | 7 luglio 1948 (20 anni)    |       | León       |
| 10 | A    | Vicente Pereda         | 18 luglio 1941 (27 anni)   |       | Toluca     |
| 11 | A    | Cesáreo Victorino      | 8 febbraio 1947 (21 anni)  |       | Cruz Azul  |
| 12 | P    | Jesús Mendoza          |                            |       | Nuevo León |
| 13 | D    | Jorge Arévalo          |                            |       | Toluca     |
| 14 | D    | Javier Sánchez Galindo | 26 novembre 1947 (20 anni) |       | Cruz Azul  |
| 15 | C    | Elías Muñoz            | 3 novembre 1941 (26 anni)  |       | Pumas UNAM |
| 16 | C    | Juan Ignacio Basaguren | 21 luglio 1944 (24 anni)   |       | Atlante    |
| 17 | A    | José Álvarez           | 10 maggio 1945 (23 anni)   |       | Nuevo León |
| 18 | A    | Albino Morales         | 30 maggio 1942 (26 anni)   |       | Toluca     |
| 19 | A    | Bernardo Hernández     | 20 agosto 1942 (26 anni)   |       | Atlante    |

## Gruppo B

### Brasile
Allenatore:  Marão
| N. | Pos. | Giocatore       | Data nascita (età)          | Pres. | Squadra     |
| -- | ---- | --------------- | --------------------------- | ----- | ----------- |
| 1  | P    | Getúlio         | 13 dicembre 1947 (20 anni)  |       | Ferroviária |
| 2  | D    | Miguel          | 20 settembre 1949 (19 anni) |       | Olaria      |
| 3  | D    | Almeida         | 3 luglio 1947 (21 anni)     |       | Corinthians |
| 4  | C    | Jorge           | 23 febbraio 1946 (22 anni)  |       | Palmeiras   |
| 5  | C    | Tião            | 16 settembre 1948 (20 anni) |       | Corinthians |
| 6  | D    | Dutra           | 26 gennaio 1948 (20 anni)   |       | Bonsucesso  |
| 7  | A    | Manoel Maria    | 29 febbraio 1948 (20 anni)  |       | Santos      |
| 8  | C    | China           | 3 ottobre 1948 (20 anni)    |       | Palmeiras   |
| 9  | A    | Ferretti        | 26 aprile 1949 (19 anni)    |       | Botafogo    |
| 10 | A    | Moreno          | 18 febbraio 1948 (20 anni)  |       | Palmeiras   |
| 11 | A    | Toninho         | 26 giugno 1947 (21 anni)    |       | San Paolo   |
| 12 | P    | Raul Marcel     | 6 febbraio 1948 (20 anni)   |       | Palmeiras   |
| 13 | D    | Cláudio Deodato | 26 agosto 1947 (21 anni)    |       | San Paolo   |
| 14 | C    | Plínio          | 3 febbraio 1946 (22 anni)   |       | Corinthians |
| 15 | A    | Lauro           | 12 settembre 1944 (24 anni) |       | Corinthians |
| 16 | C    | Luiz Henrique   | 25 febbraio 1949 (19 anni)  |       | Flamengo    |
| 17 | A    | Arnaldo         | 15 gennaio 1947 (21 anni)   |       | Corinthians |
| 18 | A    | Chance          | 4 marzo 1949 (19 anni)      |       | Juventus-SP |

### Giappone
Allenatore:  Ken Naganuma
| N. | Pos. | Giocatore           | Data nascita (età)          | Pres. | Squadra           |
| -- | ---- | ------------------- | --------------------------- | ----- | ----------------- |
| 1  | P    | Kenzō Yokoyama      | 21 gennaio 1943 (25 anni)   |       | Mitsubishi HI     |
| 2  | D    | Hiroshi Katayama    | 28 maggio 1940 (28 anni)    |       | Mitsubishi HI     |
| 3  | D    | Masakatsu Miyamoto  | 4 luglio 1938 (30 anni)     |       | Furukawa Electric |
| 4  | D    | Yoshitada Yamaguchi | 28 settembre 1944 (24 anni) |       | Hitachi           |
| 5  | D    | Mitsuo Kamata       | 16 dicembre 1937 (30 anni)  |       | Furukawa Electric |
| 6  | C    | Ryōzō Suzuki        | 20 settembre 1939 (29 anni) |       | Hitachi           |
| 7  | C    | Kiyoshi Tomizawa    | 3 dicembre 1943 (24 anni)   |       | Nippon Steel      |
| 8  | D    | Takaji Mori         | 24 novembre 1943 (24 anni)  |       | Mitsubishi HI     |
| 9  | C    | Aritatsu Ogi        | 10 dicembre 1942 (25 anni)  |       | Toyo Kogyo        |
| 10 | C    | Eizō Yuguchi        | 4 luglio 1945 (23 anni)     |       | Yanmar Diesel     |
| 11 | C    | Shigeo Yaegashi     | 24 marzo 1933 (35 anni)     |       | Furukawa Electric |
| 12 | C    | Teruki Miyamoto     | 26 dicembre 1940 (27 anni)  |       | Nippon Steel      |
| 13 | A    | Masashi Watanabe    | 11 gennaio 1936 (32 anni)   |       | Nippon Steel      |
| 14 | A    | Yasuyuki Kuwahara   | 22 dicembre 1942 (25 anni)  |       | Toyo Kogyo        |
| 15 | A    | Kunishige Kamamoto  | 15 aprile 1944 (24 anni)    |       | Yanmar Diesel     |
| 16 | A    | Ikuo Matsumoto      | 3 novembre 1941 (26 anni)   |       | Toyo Kogyo        |
| 17 | A    | Ryūichi Sugiyama    | 4 luglio 1941 (27 anni)     |       | Mitsubishi HI     |
| 18 | P    | Masahiro Hamazaki   | 14 maggio 1940 (28 anni)    |       | Nippon Steel      |

### Nigeria
Allenatore:  József Ember
| N. | Pos. | Giocatore           | Data nascita (età)          | Pres. | Squadra           |
| -- | ---- | ------------------- | --------------------------- | ----- | ----------------- |
| 1  | P    | Peter Fregene       | 17 maggio 1947 (21 anni)    |       | Leventis United   |
| 2  | D    | Anthony Igwe        | 24 dicembre 1945 (22 anni)  |       | Stationery Stores |
| 3  | D    | Augustine Ofuokwu   | 14 agosto 1944 (24 anni)    |       | Stationery Stores |
| 4  | D    | Samuel Okoye        | 22 dicembre 1947 (20 anni)  |       | DIC Bees          |
| 5  | D    | Olusegun Olumodeji  | 1º aprile 1945 (23 anni)    |       | Stationery Stores |
| 6  | D    | Samuel Opone        | 13 giugno 1942 (26 anni)    |       | Stationery Stores |
| 7  | D    | Oshode Muyiwa       | 8 giugno 1946 (22 anni)     |       | Stationery Stores |
| 8  | C    | Paul Hamilton       | 31 agosto 1941 (27 anni)    |       | Lagos ECN         |
| 9  | C    | Kenneth Olayombo    | 29 agosto 1947 (21 anni)    |       | Lagos ECN         |
| 10 | C    | Peter Anieke        | 2 marzo 1946 (22 anni)      |       | Stationery Stores |
| 11 | C    | Mohammed Lawal      | 23 settembre 1939 (29 anni) |       | Stationery Stores |
| 12 | D    | Durojaiye Adigun    |                             |       | LCC Lagos         |
| 13 | C    | Willy Andrews       |                             |       | Stationery Stores |
| 14 | A    | Sebastian Broderick | 9 luglio 1938 (30 anni)     |       | Lagos ECN         |
| 15 | A    | Clement Obojememe   | 17 agosto 1945 (23 anni)    |       | WAAC Lagos        |
| 16 | A    | Ganiyu Salami       | 5 ottobre 1942 (26 anni)    |       | Leventis United   |
| 17 | A    | Fred Aryee          | 22 luglio 1939 (29 anni)    |       | Stationery Stores |
| 18 | A    | Joseph Aghoghovbia  | 15 aprile 1941 (27 anni)    |       | Prisons Lagos     |
| 19 | P    | Yakubu Ibrahim      |                             |       |                   |

### Spagna
Allenatore:  José Santamaría
| N. | Pos. | Giocatore             | Data nascita (età)          | Pres. | Squadra             |
| -- | ---- | --------------------- | --------------------------- | ----- | ------------------- |
| 1  | P    | Andrés Mendieta       | 12 febbraio 1945 (23 anni)  |       | Deportivo La Coruña |
| 2  | P    | Pedro Valentín Mora   | 18 dicembre 1947 (20 anni)  |       | Condal              |
| 3  | D    | Gregorio Benito       | 21 ottobre 1946 (21 anni)   |       | Real Madrid         |
| 4  | D    | Francisco Espíldora   | 22 ottobre 1948 (19 anni)   |       | Real Madrid         |
| 5  | D    | Chufi                 | 19 gennaio 1944 (24 anni)   |       | Calvo Sotelo        |
| 6  | D    | Miguel Ángel Ochoa    | 29 settembre 1944 (24 anni) |       | Espanyol            |
| 7  | D    | Isidoro Sala          | 29 settembre 1940 (28 anni) |       | Girona              |
| 8  | C    | Juan Manuel Asensi    | 23 settembre 1949 (19 anni) |       | Elche               |
| 9  | D    | Javier Ciáurriz       | 5 marzo 1946 (22 anni)      |       | Real Madrid         |
| 10 | C    | José María Igartua    | 6 marzo 1950 (18 anni)      |       | Athletic Bilbao     |
| 11 | C    | Rafael Jaén           | 3 gennaio 1949 (19 anni)    |       | Córdoba             |
| 12 | A    | Ramón Alfonseda       | 4 marzo 1948 (20 anni)      |       | Condal              |
| 13 | C    | Crispi                | 22 gennaio 1947 (21 anni)   |       | Córdoba             |
| 14 | A    | José Antonio Barrios  | 21 marzo 1949 (19 anni)     |       | Tenerife            |
| 15 | C    | Juan Fernández Vilela | 16 settembre 1948 (20 anni) |       | Racing Ferrol       |
| 16 | A    | José Luis Garzón      | 4 agosto 1946 (22 anni)     |       | Sabadell            |
| 17 | A    | José Antonio Grande   | 17 settembre 1947 (21 anni) |       | Real Madrid         |
| 18 | A    | Gerardo Ortega        | 13 ottobre 1947 (21 anni)   |       | Real Madrid         |
| 19 | A    | Fernando Ortuño       | 12 ottobre 1944 (24 anni)   |       | Sabadell            |

## Gruppo C

### El Salvador
Allenatore:  Rigoberto Guzmán
| N. | Pos. | Giocatore                 | Data nascita (età)          | Pres. | Squadra           |
| -- | ---- | ------------------------- | --------------------------- | ----- | ----------------- |
| 1  | P    | Tadeo Martínez            | 28 ottobre 1947 (20 anni)   |       | Águila            |
| 2  | D    | Roberto Rivas             | 17 luglio 1941 (27 anni)    |       | Alianza           |
| 3  | D    | Guillermo Castro          | 25 giugno 1940 (28 anni)    |       | Atlético Marte    |
| 4  | D    | Edgar Roberto Morales     | 17 aprile 1940 (28 anni)    |       | Atlético Marte    |
| 5  | D    | Jorge Alfredo Vásquez     | 23 aprile 1945 (23 anni)    |       | UES               |
| 6  | D    | José Ruano                | 30 settembre 1945 (23 anni) |       | FAS               |
| 7  | A    | Salvador Cabezas          | 28 febbraio 1947 (21 anni)  |       | Adler San Nicolas |
| 8  | D    | Alberto Villalta          | 16 gennaio 1940 (28 anni)   |       | Atlético Marte    |
| 9  | C    | José Quintanilla          | 29 ottobre 1947 (20 anni)   |       | Atlético Marte    |
| 10 | C    | Mauricio Alonso Rodríguez | 12 settembre 1945 (23 anni) |       | UES               |
| 11 | A    | Elmer Acevedo             | 24 febbraio 1946 (22 anni)  |       | FAS               |
| 12 | C    | Mario Flores              | 12 settembre 1943 (25 anni) |       | FAS               |
| 13 | A    | Mauricio Ernesto González | 13 maggio 1942 (26 anni)    |       | Atlético Marte    |
| 14 | A    | Juan Ramón Martínez       | 20 aprile 1948 (20 anni)    |       | Águila            |
| 15 | A    | Víctor Manuel Azucar      | 20 settembre 1946 (22 anni) |       | Adler San Nicolas |
| 16 | C    | Sergio Méndez             | 14 febbraio 1942 (26 anni)  |       | Atlético Marte    |
| 17 | C    | José Manuel Ángel         | 24 agosto 1948 (20 anni)    |       | Alianza           |
| 18 | P    | Joaquín Alabi             |                             |       | FAS               |
| 19 | P    | Gualberto Fernández       | 12 luglio 1941 (27 anni)    |       | Alianza           |

### Ghana
Allenatore:  Karl-Heinz Marotzke
| N. | Pos. | Giocatore                | Data nascita (età)         | Pres. | Squadra        |
| -- | ---- | ------------------------ | -------------------------- | ----- | -------------- |
| 1  | P    | Robert Mensah            | 1º gennaio 1939 (29 anni)  |       | Ebusua Dwarfs  |
| 2  | D    | Akuamoah Boateng         |                            |       |                |
| 3  | D    | Bernard Kusi             | 1º giugno 1939 (29 anni)   |       | Asante Kotoko  |
| 4  | D    | John Eshun               | 17 luglio 1942 (26 anni)   |       | Eleven Wise    |
| 5  | D    | Charles Addo Odametey    | 23 febbraio 1937 (31 anni) |       | Hearts of Oak  |
| 6  | C    | Ibrahim Sunday           | 22 luglio 1944 (24 anni)   |       | Asante Kotoko  |
| 7  | A    | Osei Kofi                | 3 giugno 1942 (26 anni)    |       | Asante Kotoko  |
| 8  | C    | Cecil Jones Attuquayefio | 15 ottobre 1942 (25 anni)  |       | Great Olympics |
| 9  | A    | George Alhassan          | 9 settembre 1941 (27 anni) |       | Hearts of Oak  |
| 10 | C    | Gbadamosi Amosa          | 15 aprile 1942 (26 anni)   |       | Hearts of Oak  |
| 11 | A    | Sammy Stevens Sampene    | 18 dicembre 1942 (25 anni) |       | Asante Kotoko  |
| 12 | A    | Gariba Abukari           | 13 giugno 1939 (29 anni)   |       | Asante Kotoko  |
| 13 | P    | John Bortey Naawu        | 27 agosto 1947 (21 anni)   |       | Great Olympics |
| 14 | C    | Joseph Wilson            | 2 dicembre 1939 (28 anni)  |       | Asante Kotoko  |
| 15 | A    | Malik Jabir              | 8 dicembre 1948 (19 anni)  |       | Asante Kotoko  |
| 16 | D    | Oliver Acquah            | 6 marzo 1946 (22 anni)     |       | Asante Kotoko  |
| 17 | C    | Jonathan Kpakpo          | 25 dicembre 1942 (25 anni) |       |                |
| 18 | A    | Robert Foley             | 16 ottobre 1943 (24 anni)  |       | Hearts of Oak  |
| 19 | P    | John Botchway            |                            |       |                |

### Israele
Allenatore:  Emmanuel Scheffer
| N. | Pos. | Giocatore            | Data nascita (età)          | Pres. | Squadra            |
| -- | ---- | -------------------- | --------------------------- | ----- | ------------------ |
| 1  | P    | Haim Levin           | 3 marzo 1937 (31 anni)      |       | Maccabi Tel Aviv   |
| 2  | D    | Shraga Bar           | 24 marzo 1948 (20 anni)     |       | Maccabi Netanya    |
| 3  | D    | Menachem Bello       | 26 dicembre 1947 (20 anni)  |       | Maccabi Tel Aviv   |
| 4  | D    | Zvi Rosen            | 23 giugno 1947 (21 anni)    |       | Maccabi Tel Aviv   |
| 5  | D    | Yisha'ayahu Schwager | 10 febbraio 1946 (22 anni)  |       | Maccabi Haifa      |
| 6  | C    | Shmuel Rosenthal     | 22 aprile 1947 (21 anni)    |       | Hapoel Petah Tiqwa |
| 7  | C    | Rahamim Talbi        | 17 maggio 1943 (25 anni)    |       | Maccabi Tel Aviv   |
| 8  | C    | Giora Spiegel        | 27 luglio 1947 (21 anni)    |       | Maccabi Tel Aviv   |
| 9  | A    | Yehoshua Feigenbaum  | 5 dicembre 1947 (20 anni)   |       | Hapoel Tel Aviv    |
| 10 | A    | Mordechai Spiegler   | 19 agosto 1944 (24 anni)    |       | Maccabi Netanya    |
| 11 | A    | Reuven Young         | 15 maggio 1942 (26 anni)    |       | Hapoel Haifa       |
| 12 | A    | Itzhak Druker        | 3 luglio 1947 (21 anni)     |       | Hapoel Petah Tiqwa |
| 13 | C    | George Borba         | 12 luglio 1944 (24 anni)    |       | Hapoel Tel Aviv    |
| 14 | D    | Itzhak Englander     | 30 aprile 1946 (22 anni)    |       | Hapoel Haifa       |
| 15 | C    | Itzhak Shum          | 1º settembre 1948 (20 anni) |       | Hapoel Kfar Saba   |
| 16 | D    | David Karako         | 11 febbraio 1945 (23 anni)  |       | Maccabi Tel Aviv   |
| 17 | A    | Nachman Kastro       | 23 gennaio 1948 (20 anni)   |       | Hapoel Tel Aviv    |
| 18 | P    | Zion Dagmi           |                             |       | Hapoel Ramat Gan   |
| 19 | P    | Shmuel Malika-Aharon | 1º gennaio 1947 (21 anni)   |       | Bnei Yehuda        |

### Ungheria
Allenatore:  Károly Sós
| N. | Pos. | Giocatore        | Data nascita (età)          | Pres. | Squadra      |
| -- | ---- | ---------------- | --------------------------- | ----- | ------------ |
| 1  | P    | Károly Fatér     | 9 aprile 1940 (28 anni)     |       | Csepel       |
| 2  | D    | Dezső Novák      | 3 febbraio 1939 (29 anni)   |       | Ferencváros  |
| 3  | D    | Lajos Dunai      | 29 novembre 1942 (25 anni)  |       | MTK Budapest |
| 4  | D    | Miklós Páncsics  | 4 febbraio 1944 (24 anni)   |       | Ferencváros  |
| 5  | D    | Iván Menczel     | 14 dicembre 1941 (26 anni)  |       | Vasas        |
| 6  | C    | Lajos Szűcs      | 10 dicembre 1943 (24 anni)  |       | Ferencváros  |
| 7  | C    | László Fazekas   | 15 ottobre 1947 (20 anni)   |       | Újpest       |
| 8  | A    | Zoltán Varga     | 1º gennaio 1945 (23 anni)   |       | Ferencváros  |
| 9  | C    | Lajos Kocsis     | 17 giugno 1947 (21 anni)    |       | Honvéd       |
| 10 | C    | Antal Dunai      | 21 marzo 1943 (25 anni)     |       | Újpest       |
| 11 | A    | László Nagy      | 21 ottobre 1949 (18 anni)   |       | Újpest       |
| 12 | D    | László Keglovich | 4 febbraio 1940 (28 anni)   |       | Győri ETO    |
| 13 | P    | Bertalan Bicskei | 17 settembre 1944 (24 anni) |       | Honvéd       |
| 14 | A    | Ernő Noskó       | 26 maggio 1945 (23 anni)    |       | Újpest       |
| 15 | C    | István Juhász    | 17 luglio 1945 (23 anni)    |       | Ferencváros  |
| 16 | C    | Miklós Szalai    | 6 dicembre 1946 (21 anni)   |       | Salgótarján  |
| 17 | A    | István Sárközi   | 21 ottobre 1947 (20 anni)   |       | MTK Budapest |
| 18 | A    | István Básti     | 19 settembre 1944 (24 anni) |       | Salgótarján  |
| 19 | P    | Zoltán Szarka    | 12 agosto 1942 (26 anni)    |       | Haladás      |

## Gruppo D

### Bulgaria
Allenatore:  Georgi Berkov
| N. | Pos. | Giocatore         | Data nascita (età)         | Pres. | Squadra           |
| -- | ---- | ----------------- | -------------------------- | ----- | ----------------- |
| 1  | P    | Stojan Jordanov   | 29 gennaio 1944 (24 anni)  |       | CSKA Sofia        |
| 2  | D    | Atanas Gerov      | 8 ottobre 1945 (23 anni)   |       | Lokomotiv Sofia   |
| 3  | D    | Georgi Hristakiev | 28 maggio 1944 (24 anni)   |       | Lokomotiv Sofia   |
| 4  | D    | Milko Gajdarski   | 18 marzo 1946 (22 anni)    |       | Spartak Sofia     |
| 5  | D    | Kiril Ivkov       | 21 giugno 1946 (22 anni)   |       | Minjor Pernik     |
| 6  | C    | Ivajlo Georgiev   | 31 ottobre 1942 (25 anni)  |       | Lokomotiv Sofia   |
| 7  | D    | Cvetan Veselinov  | 13 maggio 1947 (21 anni)   |       | Levski Sofia      |
| 8  | C    | Evgeni Jančovski  | 5 settembre 1939 (29 anni) |       | Beroe             |
| 9  | A    | Petăr Žekov       | 10 ottobre 1944 (24 anni)  |       | Beroe             |
| 10 | C    | Atanas Mihajlov   | 5 luglio 1949 (19 anni)    |       | Lokomotiv Sofia   |
| 11 | A    | Georgi Vasilev    | 9 giugno 1945 (23 anni)    |       | Lokomotiv Plovdiv |
| 12 | C    | Kiril Stankov     | 20 maggio 1949 (19 anni)   |       | CSKA Sofia        |
| 13 | A    | Asparuh Nikodimov | 21 agosto 1945 (23 anni)   |       | CSKA Sofia        |
| 14 | A    | Mihail Gjonin     | 25 novembre 1941 (26 anni) |       | Spartak Sofia     |
| 15 | C    | Jančo Dimitrov    | 11 marzo 1943 (25 anni)    |       | Beroe             |
| 16 | A    | Georgi Cvetkov    | 10 maggio 1947 (21 anni)   |       | Akademik Sofia    |
| 17 | A    | Ivan Zafirov      | 30 dicembre 1947 (20 anni) |       | CSKA Sofia        |
| 18 | A    | Mitju Monev       |                            |       |                   |
| 19 | P    | Todor Krăstev     | 1º giugno 1945 (23 anni)   |       | Beroe             |

### Cecoslovacchia
Allenatore:  Václav Blažejovský
| N. | Pos. | Giocatore          | Data nascita (età)          | Pres. | Squadra                           |
| -- | ---- | ------------------ | --------------------------- | ----- | --------------------------------- |
| 1  | P    | Antonín Kramerius  | 10 luglio 1939 (29 anni)    |       | Sparta ČKD Praga                  |
| 2  | D    | Jiří Vačerek       | 4 agosto 1943 (25 anni)     |       | Baník Ostrava                     |
| 3  | D    | Stanislav Jarábek  | 12 settembre 1938 (30 anni) |       | Spartak TAZ Trnava                |
| 4  | D    | Peter Mutkovič     | 19 ottobre 1945 (22 anni)   |       | Slovan CHZJD Bratislava           |
| 5  | D    | Josef Bouška       | 25 agosto 1945 (23 anni)    |       | Sparta ČKD Praga                  |
| 6  | C    | Josef Linhart      | 15 maggio 1944 (24 anni)    |       | Slavia Praga                      |
| 7  | C    | Stanislav Štrunc   | 30 ottobre 1942 (25 anni)   |       | Dukla Praga                       |
| 8  | C    | Ladislav Petráš    | 1º dicembre 1946 (21 anni)  |       | Dukla B.B.                        |
| 9  | A    | Dušan Bartovič     | 4 marzo 1944 (24 anni)      |       | Jednota Trenčín                   |
| 10 | A    | Pavel Stratil      | 17 aprile 1945 (23 anni)    |       | Sklo Union Teplice                |
| 11 | C    | Jaroslav Boroš     | 1º gennaio 1947 (21 anni)   |       | VSS Košice                        |
| 12 | C    | Jaroslav Findejs   | 25 settembre 1943 (25 anni) |       | Bohemians ČKD Praga               |
| 13 | A    | Ladislav Pajerchin | 4 novembre 1944 (23 anni)   |       | Sparta Považská Bystrica          |
| 14 | A    | Miroslav Kráľ      | 2 novembre 1947 (20 anni)   |       | ZVL Žilina                        |
| 15 | A    | Mikuláš Krnáč      | 5 febbraio 1947 (21 anni)   |       | Internacionál Slovnaft Bratislava |
| 16 | A    | Jozef Jarabinský   | 12 marzo 1944 (24 anni)     |       | Dukla Praga                       |
| 17 | A    | Miloš Herbst       | 6 maggio 1942 (26 anni)     |       | Škoda Plzeň                       |
| 18 | P    | Július Holeš       | 18 marzo 1939 (29 anni)     |       | Lokomotíva Košice                 |

### Guatemala
Allenatore:  César Viccino
| N. | Pos. | Giocatore               | Data nascita (età)         | Pres. | Squadra        |
| -- | ---- | ----------------------- | -------------------------- | ----- | -------------- |
| 1  | P    | Ignacio González        |                            |       | CSD Municipal  |
| 2  | D    | Alberto López Oliva     | 10 marzo 1944 (24 anni)    |       | CSD Municipal  |
| 3  | D    | Lijón León              | 19 aprile 1943 (25 anni)   |       | Aurora         |
| 4  | D    | Roberto Camposeco       | 6 luglio 1941 (27 anni)    |       | Aurora         |
| 5  | D    | Horacio Hasse           | 13 luglio 1945 (23 anni)   |       |                |
| 6  | D    | Luis Villavicencio      | 3 febbraio 1950 (18 anni)  |       | Comunicaciones |
| 7  | D    | Hugo Montoya            | 7 agosto 1941 (27 anni)    |       | CSD Municipal  |
| 8  | A    | Armando Melgar          | 25 novembre 1944 (23 anni) |       | CSD Municipal  |
| 9  | C    | Jorge Roldán            | 16 gennaio 1940 (28 anni)  |       | Aurora         |
| 10 | C    | Hugo Ricardo Torres     | 9 luglio 1945 (23 anni)    |       | Comunicaciones |
| 11 | A    | Jerón Slusher           | 7 novembre 1944 (23 anni)  |       |                |
| 12 | C    | Antonio García          | 5 luglio 1940 (28 anni)    |       |                |
| 13 | C    | Carlos Rolando Valdez   | 22 maggio 1945 (23 anni)   |       |                |
| 14 | A    | Nelson Melgar           | 22 luglio 1945 (23 anni)   |       | Comunicaciones |
| 15 | A    | Hugo Antonio Peña       | 6 maggio 1936 (32 anni)    |       | USAC           |
| 16 | A    | David Stokes            | 4 gennaio 1946 (22 anni)   |       | Comunicaciones |
| 17 | C    | Ricardo Alexander Clark | 24 novembre 1937 (30 anni) |       | CSD Municipal  |
| 18 | A    | Edgar Chacón            | 30 marzo 1945 (23 anni)    |       | CSD Municipal  |
| 19 | P    | Rodolfo García          | 23 novembre 1945 (22 anni) |       | Comunicaciones |

### Thailandia
Allenatore:  Günther Glomb
| N. | Pos. | Giocatore                 | Data nascita (età)          | Pres. | Squadra           |
| -- | ---- | ------------------------- | --------------------------- | ----- | ----------------- |
| 1  | P    | Chao Oniam                | 10 agosto 1951 (17 anni)    |       |                   |
| 2  | P    | Sarawut Pathipakornchai   | 10 aprile 1950 (18 anni)    |       | Bangkok Bank      |
| 3  | D    | Narong Sangkasuwan        | 19 ottobre 1943 (24 anni)   |       | Royal Thai Police |
| 4  | D    | Yongyut Sangkagowit       | 4 ottobre 1941 (27 anni)    |       | Bangkok Bank      |
| 5  | D    | Phaisan Bupasiri          |                             |       |                   |
| 6  | D    | Chirawat Pimpawatin       | 30 novembre 1952 (15 anni)  |       | Bangkok Bank      |
| 7  | C    | Samruay Chaiyong          |                             |       | Bangkok Bank      |
| 8  | D    | Phaibun Anyapho           | 14 luglio 1948 (20 anni)    |       | Bangkok Bank      |
| 9  | C    | Chatchai Paholpat         | 30 novembre 1952 (15 anni)  |       | Bangkok Bank      |
| 10 | A    | Kriengsak Vimolsate       | 13 agosto 1942 (26 anni)    |       |                   |
| 11 | C    | Udomsilp Sornbutnark      | 1º giugno 1948 (20 anni)    |       | Bangkok Bank      |
| 12 | C    | Narong Thongplew          | 29 settembre 1947 (21 anni) |       |                   |
| 13 | C    | Niwat Sisawat             | 19 agosto 1949 (19 anni)    |       |                   |
| 14 | C    | Suphot Panich             | 20 luglio 1936 (32 anni)    |       |                   |
| 15 | A    | Bunlert Nilpirom          | 10 settembre 1947 (21 anni) |       | Bangkok Bank      |
| 16 | C    | Praderm Muangkasem        | 2 luglio 1941 (27 anni)     |       |                   |
| 17 | A    | Vichai Sanghamkichakul    | 22 agosto 1947 (21 anni)    |       | Bangkok Bank      |
| 18 | A    | Kriengsak Nukulsompratana | 15 giugno 1948 (20 anni)    |       |                   |